# Massa Fermana
Massa Fermana est une commune italienne de moins de  1 000 habitants, située dans la province de Fermo, dans la région Marches, en Italie centrale.

## Administration
| Période                                  | Période | Identité | Étiquette | Qualité |
| ---------------------------------------- | ------- | -------- | --------- | ------- |
|                                          |         |          |           |         |
| Les données manquantes sont à compléter. |         |          |           |         |

### Communes limitrophes
Fermo, Loro Piceno, Mogliano, Montappone, Montegiorgio

## Personnalité liée à la commune
- Ada Natali (1898-1990), femme politique, députée et maire de la ville[2].